# Assedio di Napoli (543)
L'assedio di Napoli del 543 fu un episodio della guerra gotica (535-553) combattuta tra il regno ostrogoto e l'Impero romano d'Oriente per il possesso dell'Italia.

## Contesto storico

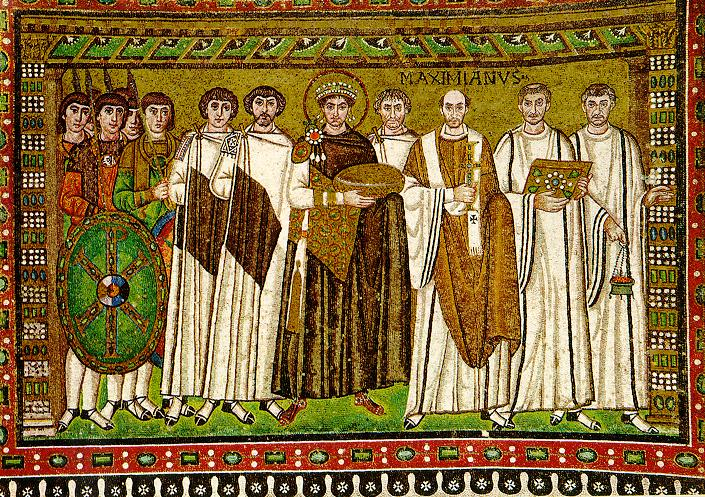
Giustiniano e il suo seguito

Nel 535 Giustiniano dichiarò guerra ai Goti per riunire l'Italia all'Impero. Mandò dunque il suo più illustre generale, Belisario, in Italia per sottometterla al giogo bizantino. Sottomessa la Sicilia (535), Napoli (536), Roma (537-538) e ben presto tutta l'Italia al Sud del Po, Belisario riuscì ad espugnare anche Ravenna, dove catturò il re goto Vitige e lo portò a Costantinopoli.
Giustiniano decise di richiamare in Oriente Belisario per inviarlo contro i Persiani, che, approfittando dello sguarnimento del limes orientale, stavano saccheggiando la Siria senza trovare opposizioni, espugnando nel 540 persino Antiochia. In Italia Belisario non fu però sostituito da generali alla sua altezza; e di questo ne approfittarono i Goti che elessero come loro nuovo re Totila e, sotto la sua guida, riuscirono a riconquistare buona parte dell'Italia. Nel 542 erano già alle porte di Napoli.

## Assedio

### L'inizio dell'assedio e l'invio di Massimino
Totila tentò in un primo momento di convincere i Napoletani a sottomettersi spontaneamente, e, al loro rifiuto, iniziò l'assedio. La città era difesa dal dux Conone alla testa di mille uomini imperiali e di un reggimento di Isauri. Nel frattempo Totila mandò parte dell'esercito a sottomettere Cuma, dove vennero catturate le mogli di alcuni senatori, comunque risparmiate per la clemenza del re goto; e un altro esercito venne inviato a sottomettere il mezzogiorno della penisola (province di Lucania et Bruttii e di Apulia et Calabria). I comandanti dell'esercito imperiale restavano rinserrati nelle loro fortezze senza muovere un dito in soccorso di Napoli e delle altre città.
Udite tali brutte notizie dall'Italia, Giustiniano pensò di inviare in soccorso di Napoli un tale Massimino, che venne nominato all'istante prefetto del pretorio d'Italia; con lui spedì Erodiano, capitano dei Traci, e Faza, comandante degli Armeni. Tuttavia, essendo inesperto nell'arte militare e timoroso di affrontare il nemico, Massimino si attardò nell'Epiro rimanendoci per molto tempo e perdendo tempo prezioso.

### Il tentativo di soccorso di Demetrio
Nel frattempo Giustiniano inviò in soccorso dei Napoletani anche Demetrio, magister militum, il quale, conscio dei travagli dei Napoletani, decise di inviare loro del frumento. Radunò una gran flotta in Sicilia e con essa navigò in direzione di Napoli; i Goti, vedendo in acqua quella grande flotta, si intimorirono pensando che essa contenesse numerosissime truppe quando in realtà ne conteneva poche; e, secondo Procopio, se quella flotta si fosse diretta direttamente a Napoli, i Goti, intimoriti, si sarebbero dati alla fuga abbandonando l'assedio. Invece la flotta si diresse prima a Roma, dove Demetrio tentò invano di arruolare nuovi uomini.
Nel frattempo un altro Demetrio (da Cefalene), il procuratore di Napoli, si mise a insultare Totila, e decise di montare su un paliscalmo per andare incontro al Demetrio generale invitandolo a portare soccorso a Napoli. Ma Totila, informato della consistenza reale della flotta bizantina, fece costruire dei dromoni e con essi affrontò e mise in fuga la flotta di Demetrio. A Demetrio di Cefalene, catturato, furono tagliate entrambe le mani e la lingua, pagando in questo modo gli insulti rivolti al re goto.

### Demetrio esorta i Napoletani alla resa

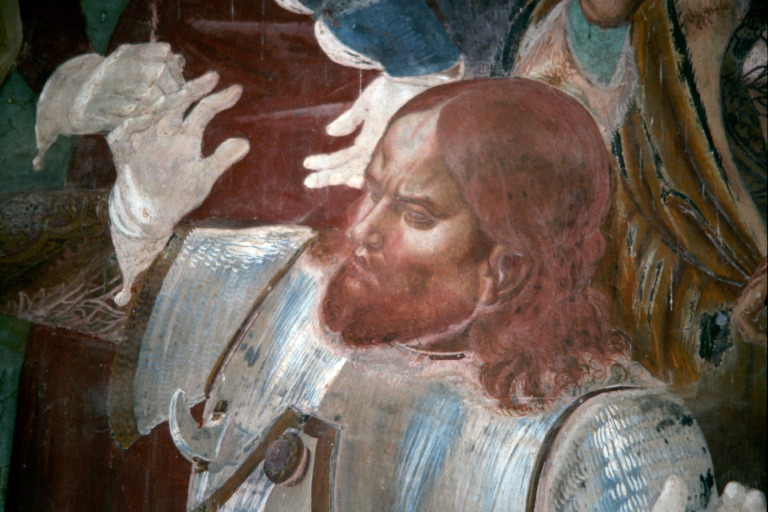
Totila, il re degli Ostrogoti.

Nel frattempo Massimino, lasciato dopo tanto indugiare l'Epiro, arrivò con tutta la flotta a Siracusa, dove restò per parecchio tempo, al dire di Procopio "in preda ai timori di guerra". All'udire il suo indugiare, i duces bizantini, rinserrati nelle varie città d'Italia ancora in mano bizantina, inviarono dei messi per implorargli soccorsi, e tra questi vi era il dux di Napoli Conone. Napoli era in gravi difficoltà con il grano che ormai scarseggiava. Infine, cedendo alle suppliche, ad inverno inoltrato, Massimino si decide infine di inviare in soccorso della città partenopea i suoi uomini, alla testa di Erodiano, Demetrio e Faza.
Ma una tempesta violentissima ostacolò il loro viaggio e li spinse verso lidi nemici, dove furono attaccati e vinti dai Goti. Solo Demetrio e Faza con pochissimi altri riuscirono a salvarsi la vita, anche se il primo fu catturato dai Goti.
Dopo questo successo, Totila costrinse Demetrio magister militum a parlare ai Napoletani per convincerli alla resa, dato che dopo la sconfitta della flotta imperiale gli assediati non potevano più sperare in un soccorso da parte imperiale. Dopo che Demetrio ebbe parlato, Totila stesso rivolse ai Napoletani un ulteriore discorso in cui assicurava loro che in caso di resa sarebbe stato clemente con loro dato che erano stati gli unici a resistere ostinatamente a Belisario quando quest'ultimo li assediò nel 536; anche il presidio bizantino sarebbe stato risparmiato a patto che abbandonasse la città.
I Napoletani e il presidio preferirono attendere tuttavia altri trenta giorni speranzosi che l'Imperatore avrebbe inviato ulteriori soccorsi; e Totila concesse loro tre mesi di tempo per decidere se arrendersi spontaneamente o no, nel corso dei quali giurò che non li avrebbe molestati. La carenza di grano li costrinse tuttavia ad aprire le porte al re goto prima della scadenza della tregua, e così con l'entrata in città di Totila termina l'inverno e l'anno ottavo della guerra gotica (primavera 543).

## Conseguenze
Totila fu clemente con i vinti, mostrando, a dire di Procopio, una bontà atipica per un barbaro. Temendo che i cittadini, stremati dalla fame e privi di forze per il protrarsi dell'assedio, potessero morire soffocati per aver assunto troppo cibo in una sola volta, somministrò cibo a tutti ma con cautela, dapprima in razioni modeste e poi poco alla volta sempre più consistenti, in modo che potessero recuperare gradualmente le forze senza pericoli. Il re goto permise inoltre al presidio bizantino condotto da Conone di lasciare la città. Tuttavia la partenza via mare delle truppe di Conone era impedita dal vento avverso, e i Bizantini temettero che il re goto potesse cambiare idea e negare loro la partenza. Totila, informato dei loro timori, li convocò e li rassicurò. Poiché il vento avverso continuava a impedire la partenza del presidio bizantino, Totila fornì loro cavalli con cui poterono tornare a Roma scortati da alcuni soldati goti. Totila, come aveva già fatto con Benevento e con altre città, demolì gran parte delle mura di Napoli, per costringere i Bizantini alla battaglia in campo aperto e per impedire loro di usare le mura della città, nel caso ne fossero tornati in possesso, per logorare con azioni di guerriglia gli assedianti goti.
Totila in seguito avrebbe conquistato gran parte dell'Italia; nel 544 Belisario venne rimandato in Italia per affrontarlo ma, essendo dotato di truppe insufficienti, non poté contrastarlo efficacemente. Nonostante tutto riuscì a riconquistare Roma. Richiamato a Costantinopoli alla fine del 548, al posto di Belisario venne nominato comandante delle truppe in Italia Narsete il quale riuscì a vincere e uccidere Totila e il suo successore Teia, ponendo fine alla guerra gotica. Napoli ritornò in mano bizantina, e sotto il governo bizantino restò per molti secoli. I dux, ovvero i duchi, divennero man mano i signori di Napoli portando all'istituzione, nel VII secolo, del ducato di Napoli, che poi nel corso dei secoli divenne indipendente da Bisanzio.
Svanita la minaccia gota, nel 568, una nuova popolazione barbarica, i Longobardi, scesero in Italia e ben presto penetrarono anche nelle regioni centro-meridionali. Già nel 572 il duca longobardo Zottone occupò Benevento e vi fondò il ducato di Benevento. Il nuovo ducato longobardo fu spesso una seria minaccia per il duca napoletano, anche se i Longobardi non riuscirono mai ad espugnare la città partenopea. E così, nonostante i continui assedi longobardi, Napoli rimase bizantina per alcuni secoli fino ad acquisire una totale indipendenza. Il ducato di Napoli durò fino al 1137, anno in cui venne conquistato dai Normanni.